# Mompha circitor
Mompha circitor é uma espécie de mariposa do gênero Mompha pertencente à família Coleophoridae.